# 흑인 보수주의
흑인 보수주의(Black conservatives)라는 말은 미국이나 영국의 흑인이 보수주의 사상을 견지하거나 혹은 지지하는 것을 말한다.

## 정의
일반적으로 흑인들은 진보성향 정당에 투표하는 것으로 알려져 있다. 그러나, 토마스 소웰이나 콘돌리자 라이스, 콜린 파월 같은 사람들은 흑인들 중에서 보수주의자로 알려져 있다. 그러므로, 이들을 흑인 보수주의자라고 부른다.

## 세계의 흑인 보수주의
흑인 보수주의는 미국이나 영국 등지에서 계속해서 성장하고 있다.

### 미국
주로 1960년 민권법 발효 이후에 성장한 흑인 보수주의자들은 흑인 커뮤니티에게 무조건 적인 지원 보다는 스스로의 자립과 경제적 성장을 요구한다. 대표적인 인물로는 토마스 소웰이 있다. 또한, 이들 중에서 티파티 운동과 같은 보수단체에서 활동하는 사람도 있다.

### 아프리카
비록 지난 냉전 기간 동안 거의 대부분의 아프리카 국가들은 좌파 세력이 정권을 잡았다. 그러나, 최근 아프리카에 나이지리아와 같은 국가에서는 보수주의 정당이 늘어나는 추세이다.